# Omalus berezovskii
Omalus berezovskii (лат. ) — вид ос-блестянок рода Omalus из подсемейства Chrysidinae (триба Elampini). Китай (Ningxia, Sichuan).

## Описание
Мелкие осы-блестянки с коротким и широким телом (4,1-4,6 мм). Длина передних крыльев 3,3-4,0 мм. Основная окраска синяя (усики чёрные; мезоплеврон и метаплеврон зелёные). Пунктировка груди не глубокая. Жгутик усика посредине не утолщенный. Жвалы трёхзубчатые. Коготки с 3 зубцами. Задний край третьего тергита брюшка с вырезкой. Брюшко блестящее. Гнездовые паразиты одиночных ос и пчёл.